# Голубенцев, Александр Николаевич
Алекса́ндр Никола́евич Голубе́нцев (29 марта 1916, станция Раскатиха, Кузнецкий уезд, Томская губерния — 11 октября 1971, Киев) — советский учёный в области общей механики, горный инженер, профессор.

## Биография
Александр Голубенцев родился 29 марта 1916 году в семье рабочего-железнодорожника на станции Раскатиха Томской железной дороги.
Трудовую деятельность Александр Николаевич начал рано: в возрасте тринадцати лет он был принят подручным слесаря в паровозное депо станции Топки Томской железной дороги. После обучения в фабричном заводском училище, он поступил в Кемеровский горный техникум. В 1940 году с отличием окончил Томский индустриальный институт.
С 1933 по 1953 годы Александр Николаевич Голубенцев работал на различных предприятиях угольной промышленности СССР, на должностях Главного механика шахты, Главного механика угледобывающих трестов в Кузбассе и на Донбассе.
В 1953 году Голубенцев защитил кандидатскую диссертацию по проблемам электропривода шахтного подъёма, а в 1956 году — диссертацию на соискание ученой степени доктора технических наук «Динамика машин с упругими связями». С 1955 года по 1958 год Голубенцев работал Заведующим отделом Гостехники СССР в Москве, а затем — Заместителем председателя Государственного научного-технического Комитета Совета Министров Украинской ССР.
С 1959 года начинается научная и научно-организационная деятельность Александра Николаевича в институте строительной механики АН УССР (ныне институт механики им. С. П. Тимошенко НАН Украины). Будучи заместителем директора института, Александр Николаевич предложил программу обновления тематики Института, в результате чего, Институт строительной механики АН УССР был переименован в Институт механики АН УССР с актуальной тематикой в области механики сплошной среды, механики композиционных материалов и общей механики с приложениями в области ракетостроения и других областях прикладных исследований. Актуальность тематики Института позволила Голубенцеву получить для нужд исследований первую в Украинской ССР вычислительную машину БЭСМ-2М. Это событие имело большое значение для выполнения важных народнохозяйственных задач, в том числе и для оборонной промышленности.
С 1959 года по 1965 год Александр Голубенцев был руководителем отдела динамики и устойчивости движения в этом институте. Будучи сторонником развития перспективных научных направлений, Александр Николаевич не всегда был понимаем рядом ученых, придерживающихся традиционных направлений исследований. В 1965 году отдел динамики и устойчивости движения был переведён в Институт гидромеханики АН УССР, где в то время была актуальной проблема устойчивости экранопланов (суда на воздушной подушке) для военных целей. Позже, совместно с членом-корреспондентом АН УССР С. Н. Кожевниковым, Голубенцев, создал Сектор механики машин при Институте геотехнической механики АН УССР.
В результате интенсивной научной работы, Александр Николаевич разработал теорию переходных процессов в машинах с упругими звеньями и получил новые существенные результаты по оптимизации процессов в пространстве параметров машин. Эти результаты изложены в ряде его монографий.
Голубенцев занимался анализом модели социалистической системы того времени, что привело его к попытке совершенствования экономической системы в СССР на строгой математической основе. Ясно, что озвучивать открытым текстом подобные намерения было в то время весьма рискованно, так как многие сторонники консервативной модели социализма, не воспринимали такие выкладки. Результатом таких попыток явилось создание Голубенцевым нового научного направления в математической экономике — экономической термодинамики. Исходным положением данного направления является формула Карла Маркса о том, что экономические эпохи отличаются не тем, что производится, а тем, как производится, какими орудиями труда. Развитая Александром Николаевичем теория экономической термодинамики изложена в оригинальной монографии
Наряду с научной работой, Александр Николаевич уделял огромное внимание своим аспирантам и соискателям научных степеней. Среди его учеников 18 кандидатов наук, 2 доктора наук в области механики машин и теоретической механики. Голубенцев награждён 7 правительственными наградами.
Голубенцев скоропостижно скончался 11 октября 1971 года в возрасте 55 лет от острой сердечной недостаточности. Похоронен в Киеве на Байковом кладбище.
Александр Николаевич всегда поддерживал новые постановки важных задач механики и поощрял стремление исследователей к созданию адекватных методов их решения. Его выступления на семинарах и конференциях были прямыми, иногда резкими, невзирая на положение и ранги лиц, затронутых в его выступлениях.

## Семья
В 1941 году Александр женился на Валентине Григорьевне Пожидаевой (в браке — Голубенцевой), с которой он прожил до конца своих дней. В семье Голубенцева родилось двое детей — дочь Элла (1942—2008), сын Александр (1945—2008), внучка — Елена и 3 правнука (Ольга — 2005, Роберт — 2008, Кристиан — 2009).